# Xingshan (Hegang)
Xingshan (兴山区,  Xìngshān Qū) ist ein Stadtbezirk der bezirksfreien Stadt Hegang in der nordostchinesischen Provinz Heilongjiang mit einer Fläche von 27,85 km² und 21.125 Einwohnern (Stand: Zensus 2020).